# モブキャップ
モブキャップとは、18世紀の西欧で流行した、モスリン製の頭をすっぽりと覆う縁に襞の付いた婦人帽の一種。
また、食品産業や精密機器の組み立てなどの作業着に用いられる、ナイロンやビニール、不織布などで出来た縁にゴムを入れ頭部全体を覆う帽子もモブキャップと呼ばれる。
流行が過ぎた後も長く女性使用人の家事作業用に用いられていたが、徐々に形骸化し、フリルの庇（ブリム）のみが残ったヘアバンド状の髪飾りをホワイトブリムと呼ぶ。

## 概要
18世紀の末から19世紀の初頭まで女性に流行した、主にモスリンなどの柔らかい布製の頭部全体を覆うクラウンと同一素材のフリルのついたブリム（庇）で出来た帽子。蝶結びや薔薇結びなどの飾り結びを施したリボンがつくこともあった。
19世紀初めごろには流行が去り、ヴィクトリア朝に入ると、モブキャップはメードや老年の女性が被るものとなっていた。
ヴィクトリア朝後期のイギリスでは、懐古趣味的な風潮から18世紀末から19世紀初頭の「オールドイングランド」を懐かしむ風潮が起こる。
当時多くの絵本や児童文学の挿絵を手掛け、古風な衣装の子供達の絵で人気のあった画家の名前をとってケイト・グリーナウェイスタイルと呼ばれた少女服には、モブキャップがよく用いられた。
グリーナウェイスタイルは仮装の他に、外出着や普段着としても人気があり、19世紀末モブキャップは女児用の帽子として一定の人気を誇っていた。